# NGC 2744
NGC 2744 (другие обозначения — UGC 4757, MCG 3-23-31, ZWG 90.65, VV 612, IRAS09018+1839, PGC 25480) — спиральная галактика в созвездии Рака. Открыта Уильямом Гершелем в 1784 году.
Галактика некоторое время назад испытала слияние с другой галактикой. Её профиль поверхностной яркости не описывается законом де Вокулёра, это означает, что динамическая релаксация галактики ещё не завершилась. Визуально отделённый фрагмент галактики к югу от неё имеет отдельную запись в Новом общем каталоге — NGC 2744A.
Этот объект входит в число перечисленных в оригинальной редакции «Нового общего каталога».
Галактика NGC 2744 входит в состав группы галактик NGC 2749. Помимо NGC 2744 в группу также входят NGC 2730, NGC 2738, NGC 2749, NGC 2764, UGC 4773, UGC 4780, UGC 4809 и NGC 2737.